# Островне (Сарактаський район)
Островне́ (рос. Островное) — село у складі Сарактаського району Оренбурзької області, Росія.

## Населення
Населення — 456 осіб (2010; 510 у 2002).
Національний склад (станом на 2002 рік):
- росіяни — 82 %